# Pelitli, Gebze
Pelitli là một xã thuộc huyện Gebze, tỉnh Kocaeli, Thổ Nhĩ Kỳ. Dân số thời điểm năm 2010 là 2.261 người.